# چشمانت را باز کن (فیلم)
چشمانت را باز کن (به اسپانیایی: Abre los ojos) یک فیلم اسپانیایی به نویسندگی و کارگردانی آلخاندرو آمنابار که در سال ۱۹۹۷ منتشر شد. ادواردو نوریگا، پنه‌لوپه کروز، فله مارتینس و نایوا نیمری در این فیلم ایفای نقش می‌کنند. در سال ۲۰۰۲، این فیلم رتبه شماره گیشه را کسب کرد، و رتبه ۸۴ در فهرست ۱۰۰ فیلم برتر علمی تخیلی در جامعه آنلاین منتقدان فیلم را دارد.
در سال ۲۰۰۱ نسخه هالیوودی این فیلم به نام آسمان وانیلی و به کارگردانی کامرون کرو با بازی تام کروز، کامرون دیاز، پنه‌لوپه کروز و کرت راسل ساخته شد. اما با وجود بازی پنه لوپه کروز که در فیلم اصلی نیز بازی کرده بود این فیلم نتوانست به موافقیت‌های فیلم اصلی دست پیدا کند.